# 마빈 스티븐스
마빈 스티븐스(Marvin Stephens, 1923년 ~ 2008년 5월 22일)는 미국의 영화 배우였다. 아역 배우였던 그의 첫 할리우드 역할은 미키 맥과이어 영화였다. 스티븐스는 21세기 폭스의 존스 패밀리(Jones Family) 시리즈 영화에서 토미 맥가이어(Tommy McGuire) 역을 되풀이하여 연기했다.

## 영화
- 언홀리 파트너스 (1941년)
- 내가 죽인 남자 (1932년)